# Palma del Río

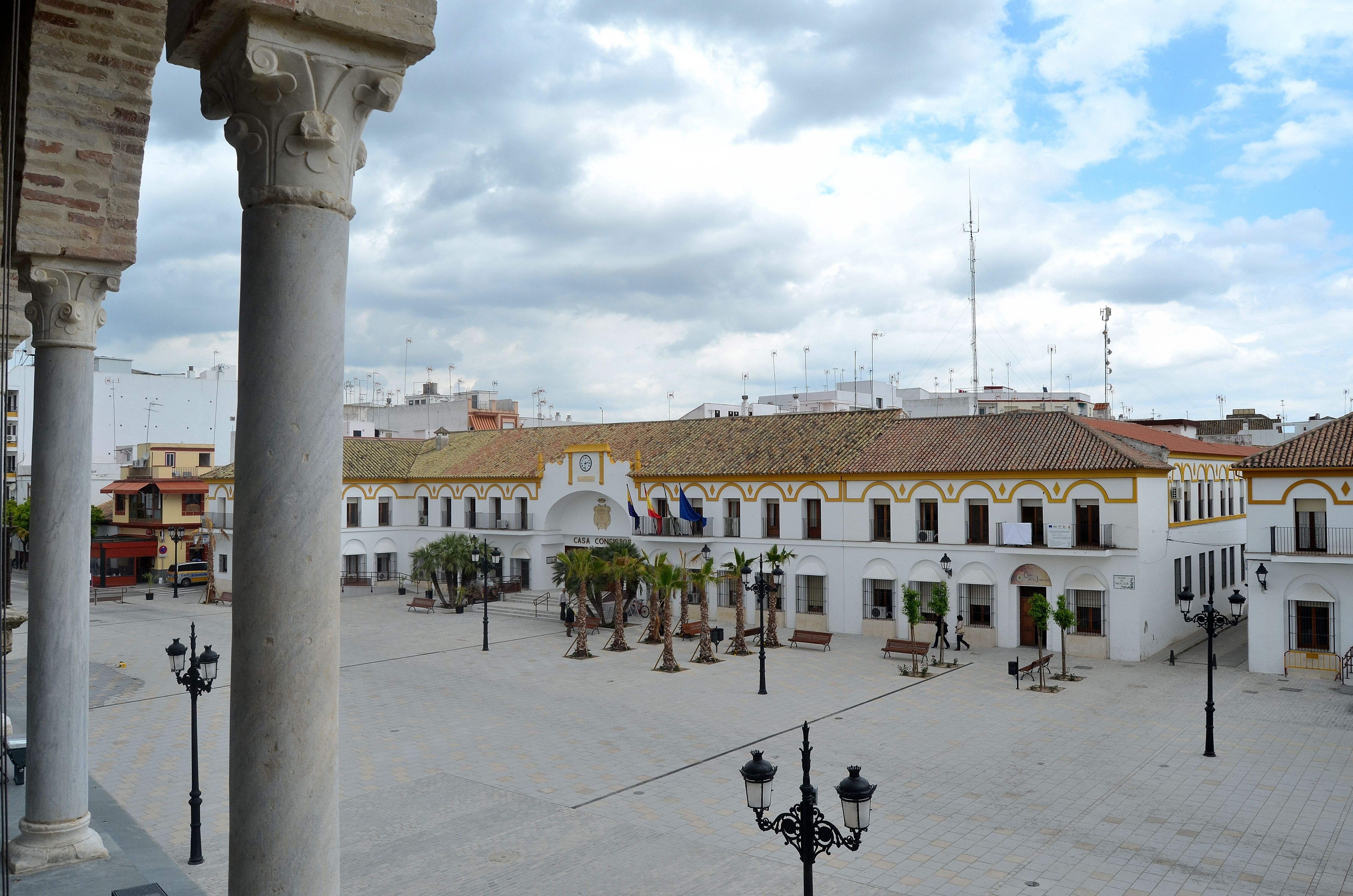
Plaza Mayor de Andalucía desde la oficina de turismo.

Palma del Río es un municipio español situado en la provincia de Córdoba, comunidad autónoma de Andalucía. En el año 2023 contaba con una población de 20.688 habitantes. Su extensión es de 200,19 km² y tiene una densidad de 106,1 hab/km². Se encuentra situada a una altitud de 55 metros, a 55 kilómetros de la capital de provincia, Córdoba y a 80 kilómetros de Sevilla.  
Además del núcleo principal del municipio, existen varios núcleos de población de cierta importancia dentro del término: El Calonge, que se creó en la década de 1960 como un poblado del Instituto Nacional de Colonización, El Mohíno y Los Cañuelos. 
Palma del Río es conocida tanto por su producción de naranjas como por ser cuna de grandes toreros, entre ellos El Cordobés.

## Historia

### Orígenes
La tradición histórica ha atribuido al cónsul romano Aulo Cornelio Palma la fundación de Palma del Río, situándole también como el origen del nombre del municipio. Algunas fuentes han identificado Palma del Río con el asentamiento de «Decuma». No obstante, la primera mención documentada de la localidad data de la época omeya, en concreto del año 855, siendo su autor Eulogio de Córdoba, al narrar el episodio del martirio de los mozárabes Amador, Pedro y Luis.

### Edad Media
En los siglos XI y XII se construyeron respectivamente la alcazaba o castillo y la muralla, con el claro objetivo de proteger a la población de Balma de las cada vez más frecuentes acometidas de los cristianos. En una de las mismas, ya en el siglo XIII (año 1241), se produjo la conquista definitiva del municipio a cargo de las tropas mandadas por Don Alonso, Infante de Molina, bajo las órdenes de su hermano el rey Fernando III. 
A partir de este momento, este territorio estuvo bajo la influencia administrativa del Concejo de Córdoba. Además, con la nueva situación, aumentó el número de habitantes, siendo estos, fundamentalmente, cristianos, árabes y judíos, y se llevó a cabo un nuevo reparto y distribución de las tierras. El municipio no fue ajeno al régimen feudal que imperaba en Europa en la Edad Media y, de este modo, en el año 1342 fue donado por el rey Alfonso XI a su almirante Micer Egidio Boccanegra, primer señor de la villa. Tampoco fue indiferente a las consecuencias de la peste negra, hecho que ocasionó una notable reducción de la población, merma que fue subsanada por el segundo señor de la villa, Ambrosio Bocanegra, con la llegada de una considerable comunidad mudéjar procedente de Gumiel (Burgos), llegando a ser dicha comunidad la más numerosa de Andalucía a finales del siglo XV (120 familias).
Este incremento de la población se reforzó en el siglo XV (año 1473) con la emigración de conversos judíos cordobeses a Palma del Río, como consecuencia de los asaltos producidos en Córdoba. Tanto éstos como los mudéjares fueron expulsados del territorio en el año 1492. El siglo XVI (año 1507) comenzó con la transformación del Señorío en Condado, siendo Luis Fernández Portocarrero Bocanegra el primer conde de Palma del Río que fijó su residencia en el Palacio de Portocarrero.
Los siglos XVI y parte del XVII trajeron consigo una gran época de prosperidad económica para la zona, siendo muestra de la misma el esplendor y la grandiosidad de la arquitectura monumental y el aumento de la población (en el año 1675 contaba con 2500 habitantes). Ejemplos representativos de la arquitectura mencionada son: el Palacio de los Condes, construcción que sustituyó al castillo como residencia habitual de los Condes, y las edificaciones religiosas (como la Iglesia Parroquial de San Francisco). El Conde de Somonte, en gran medida, fue partícipe de ello ante donaciones de tierras y repartición de capitales.
El siglo XVIII, al contrario que los dos anteriores, llevó consigo un receso en la prosperidad económica anteriormente experimentada, como lo corrobora el fuerte descenso demográfico (en el año 1774 no se llegaba ni a los 1000 habitantes). Sin embargo, paradójicamente, en este siglo se construyó el monumento religioso más emblemático de la villa, la Parroquia de Nuestra Señora de la Asunción.

### Edad Contemporánea
El siglo XIX, a pesar de las luchas contra la ocupación francesa, supuso una mejoría para el municipio, al menos en el aspecto demográfico (en el año 1840 tenía 5000 habitantes). En 1859 el ferrocarril llegó al municipio con la inauguración de la línea Córdoba-Sevilla, que contó con su propia estación en Palma del Río. Un año importante para la villa fue 1888, ya que la reina regente, María Cristina de Habsburgo-Lorena, le concedió el título de Ciudad. Sin embargo, los desequilibrios y tensiones sociales van a marcar el devenir de este siglo y el siguiente, debido a la fuerte implantación de la gran propiedad agraria y la primacía de una nueva clase social latifundista en la Ciudad, la burguesía.
El siglo XX también estuvo marcado por los acontecimientos y consecuencias de la guerra civil, provocando conflictos entre miembros de los dos bandos. Actualmente, el municipio es uno de los más prósperos en la Comunidad Autónoma Andaluza.

## Geografía física
Ubicación
El término municipal de Palma del Río se encuentra ubicado en el extremo occidental de la provincia de Córdoba, a ambos márgenes del río Guadalquivir, y lindando con la provincia de Sevilla. Cuenta con una extensión superficial de 200,19 km², siendo sus límites geográficos los siguientes:
| Noroeste: Peñaflor               | Norte: Hornachuelos                            | Noreste:                                 |
| Oeste: La Campana y Lora del Río |                                                | Este: Fuente Palmera y Fuente Carreteros |
| Sudoeste                         | Sur: Fuentes de Andalucía, Écija, Cañada Rosal | Sudeste:                                 |

De esta manera, la situación geográfica de Palma del Río se ha erigido a lo largo de su historia como uno de sus principales puntos fuertes, ya que su núcleo urbano está próximo a dos de las capitales más importantes de Andalucía, Córdoba (a 57 km) y Sevilla (a 91 km), estando su término municipal a una altura media de 55 metros sobre el nivel del mar. Además del núcleo principal del municipio, existen otros dos núcleos urbanos de importancia en el término: El Calonge, que se creó en la década de 1960 por el Instituto Nacional de Colonización, y El Mohíno.
Hidrografía

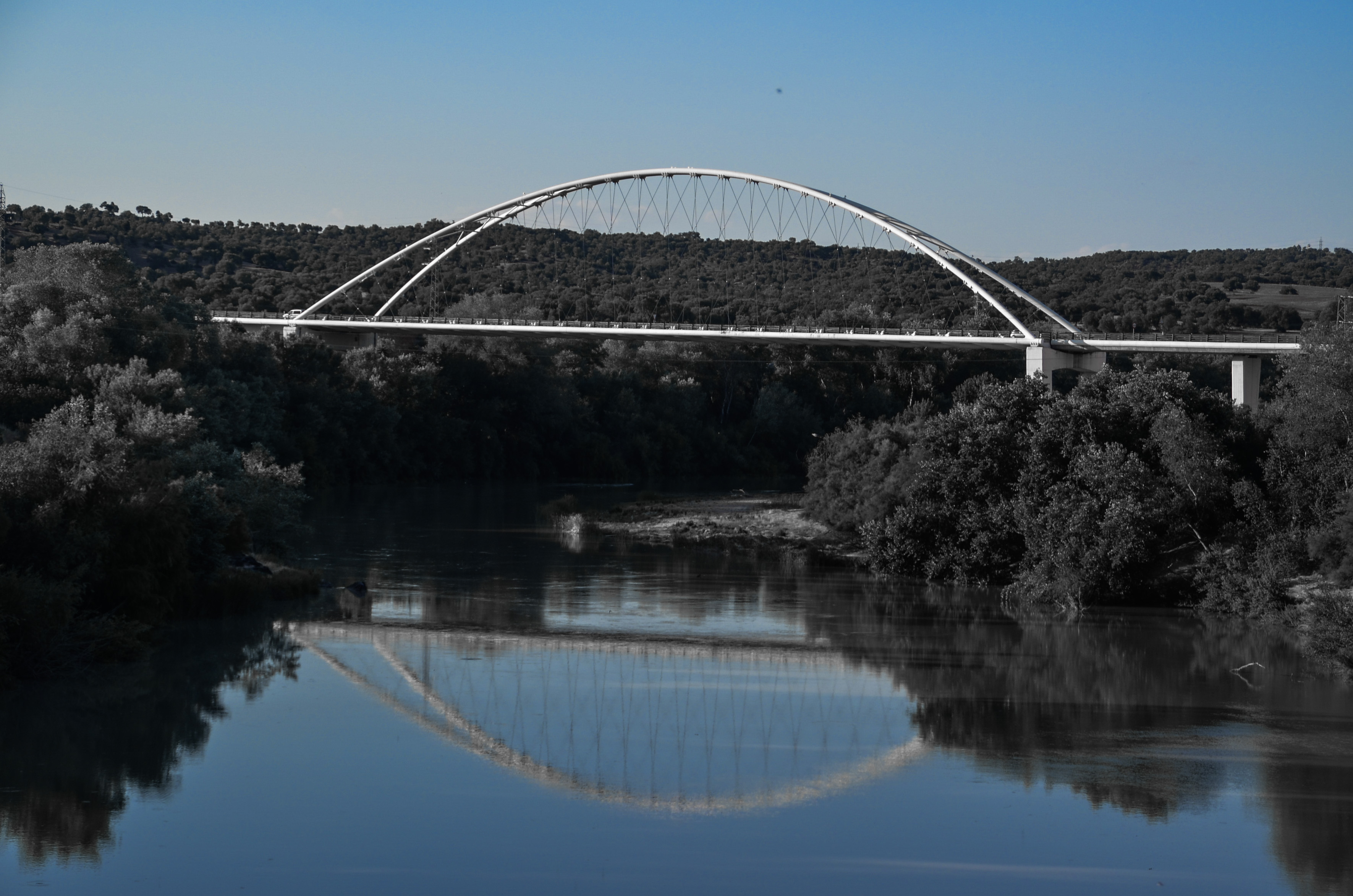
Puente sobre el Guadalquivir

En el término municipal de Palma del Río confluyen los dos ríos más importantes de Andalucía, el río Guadalquivir y su afluente más importante, el Genil. Su hidrografía no se ciñe solo a estos dos ríos, ya que aparecen numerosos arroyos en los alrededores del núcleo y de su término municipal. Dada la importancia de los dos ríos que drenan su territorio, Palma del Río sufre crecidas, avenidas y riadas periódicamente. Destaca la del año 1996 por sus cuantiosos daños materiales. 
Clima
El clima de Palma del Río, por su parte, se caracteriza por una estacionalidad térmica y pluviométrica muy marcada, entendido desde la perspectiva del área geográfica mediterránea, cuyos principales rasgos son la escasez de lluvias estivales, la baja pluviometría anual y la elevada oscilación de las temperaturas a lo largo del año. Las temperaturas más bajas se registran en los meses de noviembre, diciembre y enero. Por el contrario, las más altas de producen en los meses de junio, julio y agosto. En cuanto al índice de pluviosidad, son los meses de abril y noviembre en los que hay una mayor cantidad de lluvia (208 mm y 112,40 mm, respectivamente). Por las razones anteriormente expuestas, y por muchas otras que abordaremos a lo largo del presente documento, Palma del Río resulta ser un lugar que cuenta con unos recursos endógenos abundantes y de calidad, que pueden y deben ser aprovechados para potenciar la socioeconomía local, con la consiguiente mejora del bienestar social de la ciudadanía y de la zona en general, y la generación de empleo, renta y riqueza en la misma.

## Demografía
Palma del Río cuenta con una población de 20 546 habitantes (INE 2024).
| Gráfica de evolución demográfica de Palma del Río entre 1842 y 2021                                                 |
| |
| Población de derecho según los censos de población del INE Población de hecho según los censos de población del INE |

La población de Palma del Río ha experimentado una tendencia alcista durante todo el siglo XX y principios del XXI, evolución en este sentido muy similar a la registrada en la provincia de Córdoba. Perdió gran cantidad de población durante los años 1970 y 1980 por la emigración a otras comunidades autónomas de España, especialmente Cataluña y País Vasco.

## Economía
Agricultura

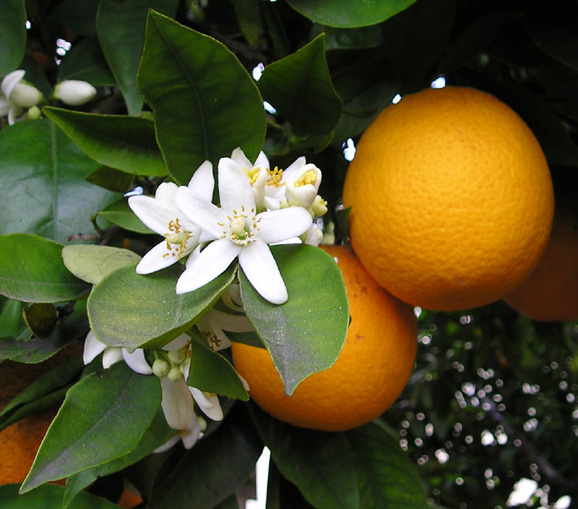
Naranja y flor de azahar.

La confluencia de los ríos Guadalquivir y Genil hace que las tierras palmeñas sean una de las más fértiles y productivas de Andalucía. Se cultivan sobre todo cereales y productos hortifrutícolas de excelente calidad, teniendo fama internacional su naranja. Tradicionalmente la naranja producida ha sido exportada hacia Valencia y etiquetada como valenciana. Recientemente se ha creado una denominación de origen con productos hortofrutícolas y cítricos de la Vega. 
Industria
Tradicionalmente se ha desarrollado una industria conservera y de tratamiento de los productos hortofrutícolas para ser vendidos en el mercado comarcal, regional y nacional. Destacan varias cooperativas agrarias dedicadas a cítricos, cereales y algodón. Existen en la actualidad tres polígonos industriales: El Garrotal, Mataché I y Mataché II. En los últimos años la industria de la localidad ha vivido un gran desarrollo. Empresas como Zumos Pascual, Milar, Arteoliva se han instalado en el municipio.

### Evolución de la deuda viva municipal
| Gráfica de evolución de Deuda viva del Ayuntamiento de Palma del Río entre 2008 y 2019                                |
| |
| Deuda viva del Ayuntamiento de Palma del Río en miles de Euros según datos del Ministerio de Hacienda y Ad. Públicas. |

### Somonte
La finca propiedad de la Junta de Andalucía llamada Somonte en el término municipal de Palma del Río (a 10 km de la ciudad en dirección La Campana) consta de 400 hectáreas (40 de ellas de regadío). En Somonte se hacen trabajos como: cultivo ecológico de pimientos de varias clases, tomates, sandías, patatas, calabazas, calabacines, berenjenas, entre otras especies. También tienen animales como son: ovejas y cabras, gallinas, perros entre otros. Este proyecto ha conseguido apoyo de muchos sectores populares de Andalucía y de otros puntos de todo el mundo, que están haciendo posible la inversión en mejoras de instalaciones, riego por goteo, aperos de labranza, semillas y otras necesidades.

## Infraestructuras y equipamientos
Carreteras
El municipio se encuentra conectado a la carretera A-431 que une Córdoba con Sevilla. También está conectado con la carretera A-453 que parte desde la A-431 en dirección a Écija.
Ferrocarril
Palma del Río cuenta con una estación de ferrocarril perteneciente a la línea convencional entre Madrid y Cádiz. El municipio se encuentra a 30 minutos de Córdoba y a 50 minutos de Sevilla, disponiendo de servicios ferroviarios de carácter regional que la conectan con ambas ciudades.
Otros equipamientos
Desde 2008 la ciudad cuenta con un nuevo puente por el que se accede al municipio, así como una ronda de circunvalación que conecta la A-431 con los polígonos industriales. 
Tiene una gran cantidad de equipamientos sociales y culturales como biblioteca, escuelas, teatro municipal, polideportivo, piscinas municipales, parque comarcal de bomberos, centro de ITV,  etc.
En 1999 la empresa de aviación Faasa, inicia su andadura en el campo de la enseñanza aeronáutica, con la apertura del Centro Andaluz de Enseñanza Aeronáutica (CAENA). 
Desde 1999 cuenta con un parque periurbano, Parque Periurbano de los Cabezos.
Desde 2022 Palma del Río cuenta con su nuevo Hospital de alta resolución.

## Gastronomía
En la cocina de esta comarca confluyen excelentes productos del campo y la huerta de esta vega. Las carnes procedentes de la riqueza cinegética que caracteriza a las tierras cordobesas constituyen un aliciente gastronómico más. Junto a ellos, continúa perviviendo la tradición culinaria palmeña en recetas domésticas de toda la vida, como el genuino gazpacho de habas y el lomo de cerdo relleno. En dulcería destacan especialidades tales como las napolitanas, merengues, torrijas y yemas. Para finalizar una buena comida se recomiendan las dulcísimas naranjas de Palma del Río de gran prestigio en toda Andalucía, con las cuales se consiguen platos tan tradicionales y sencillos como las naranjas picadas.

## Turismo

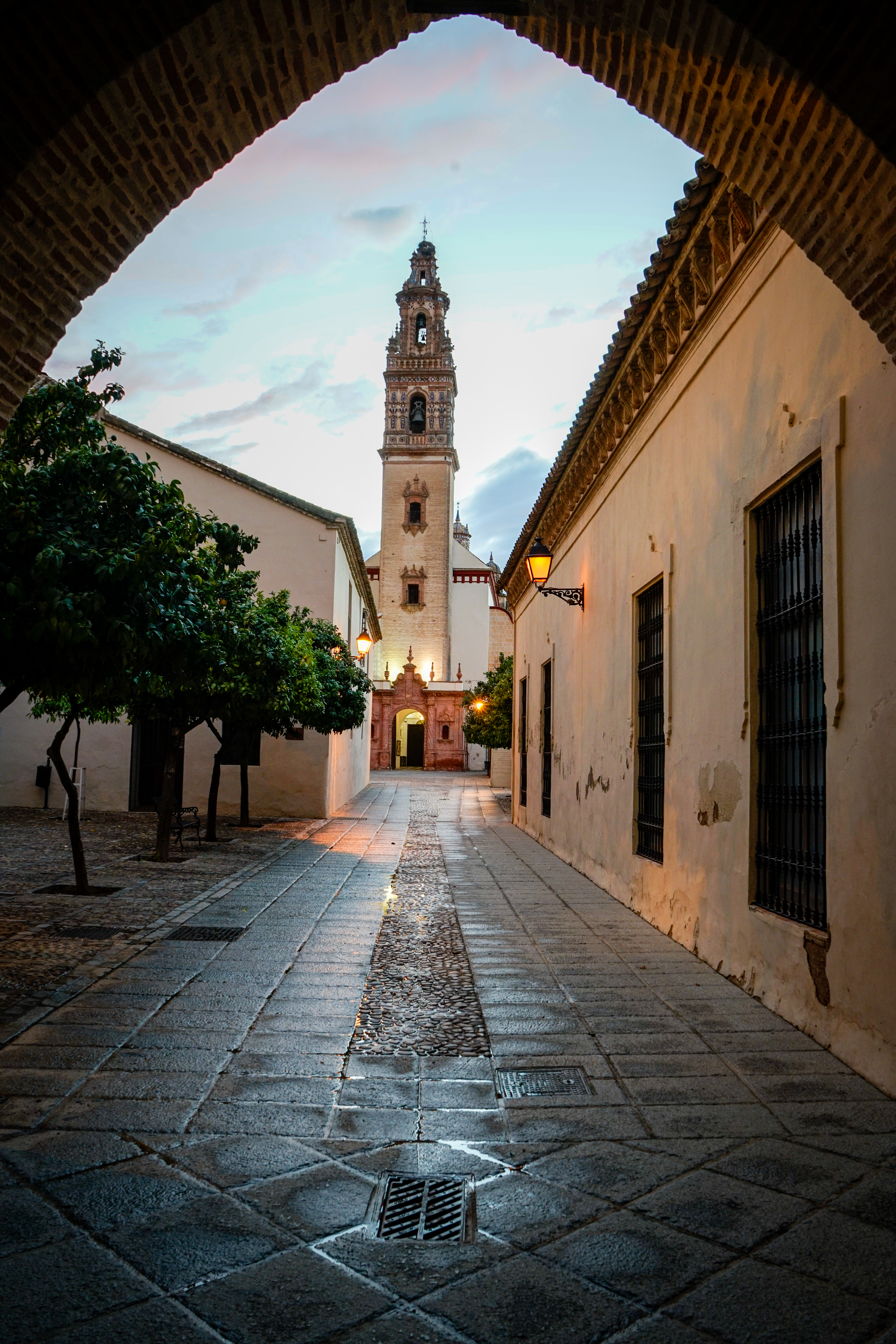
Parroquia de Nuestra Señora de la Asunción de Palma del Río vista desde el arco de Portocarrero.

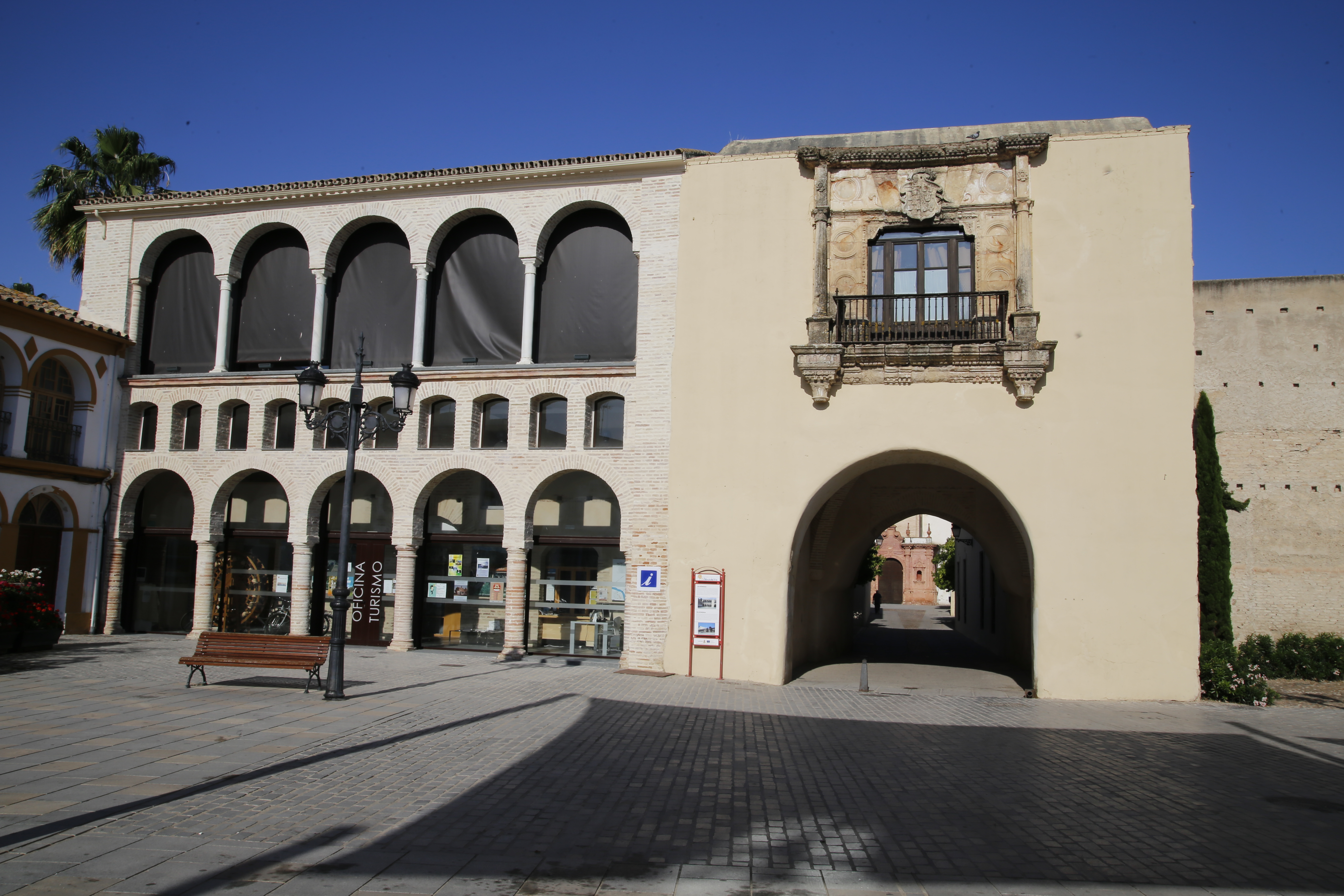
Conjunto de la Puerta del Sol, balcón de Portocarrero y antigua alhóndiga (oficina de turismo)

Palma del Río es una ciudad con interés histórico y patrimonial. Su casco histórico fue declarado Bien de Interés Cultural, en la categoría de Conjunto Histórico, por parte de la Junta de Andalucía en el año 2002. Palma del Río cuenta con una importante oferta hotelera y de restauración. Además existen otra serie de servicios dirigidos a turistas como empresas que realizan visitas guiadas interpretativas o empresas de turismo activo.
Palma del Río cuenta con una oficina de turismo desde 2015. Existe un servicio de alquiler de bicicletas. El centro de recepción de visitantes se encuentra en la Plaza Mayor de Andalucía, en el antiguo edificio de la alhóndiga, recuperado en el año 2014. Este edificio permaneció durante mucho tiempo oculto ante la vista de la ciudadanía debido a que la fachada en triple arcada permanecía cegada.
En Palma del Río podemos visitar los siguientes espacios museísticos y expositivos:
- Museo Municipal (Antiguas caballerizas del Palacio Portocarrero)
- Casa Museo de Manuel Benítez "El Cordobés"
- Centro de Interpretación del Río Guadalquivir
- Espacio Cultural y Creativo Santa Clara (En su interior se encuentra El Museo dedicado a la moda de los famosos diseñadores de moda "Vitorio y Lucchino".

Entre los monumentos más destacados de la localidad sobresalen:
- La Parroquia de la Asunción ( Iglesia principal de la localidad de grandes proporciones y belleza, realizada en estilo Barroco, del S. XVIII).
- La Ermita del Buen Suceso ( S. XVIII)
- Ermita de Belén (Patrona de la ciudad)
- Los tres conventos de Santa Clara, San Francisco y Santo Domingo
- La casa de la Cultura ( antigua casa señorial de mediados del S. XIX)
- El Recinto amurallado y restos de la Alcazaba Almohades (S. XI- XII)
- El Palacio Portocarrero ( S. XVI) donde se han rodado numerosos anuncios y películas como " The Kingdom of Heaven" de Ridley Scott.
- El antiguo Hospital de San Sebastián.
- La Portada del Mercado de Abastos (de estilo regionalista andaluz, del año 1930).
- Ermita de las Angustias. Pequeña ermita Barroca, situada dentro de un torreón del recinto amurallado
- Puerta del Sol y Arco de los Portocarrero.
- Antigua Alhóndiga

## Palma del Río y el toreo
Palma del Río ha tenido una estrecha relación con el toreo a lo largo de su historia. Innumerables maestros del toreo han nacido en este municipio como son: El Cordobés (Manuel Benítez), El Barquillero (Antonio Ruiz) , El Niño de Palma del Río, El Palmeño, Las Hermanas Palmeño, El Pagüito, Pedrín Benjumea (no nació en este municipio, sino en Herrera (Sevilla), pero su familia se mudó a este pueblo siendo él un crío), Javier Benjumea (hijo de Pedrín).
También destacan la Familia de Picadores "Hermanos Sánchez" que destacaron por acompañar a grandes maestros del toreo en numerosas faenas, ellos son Alonso, Juan, Antonio y José Luis, actualmente, continúan el legado sus hijos y nietos.
Palma del Río contó con una plaza de toros, localizada en la actual plaza del Toril. Fue destruida durante la guerra civil española.
Resto de ese pasado taurino todavía quedan en el municipio varias ganaderías de toros de lidia, siendo la más importante la del Saltillo, fundada en 1845.
También existen dos fincas dedicadas a la celebración de capeas.
Recientemente, se ha abierto la Casa Museo El Cordobés (Manuel Benítez), en la Calle Ancha, 35. En ella, se puede visitar la exposición permanente de su vida y profesión como Matador de Toros.

## Deportes

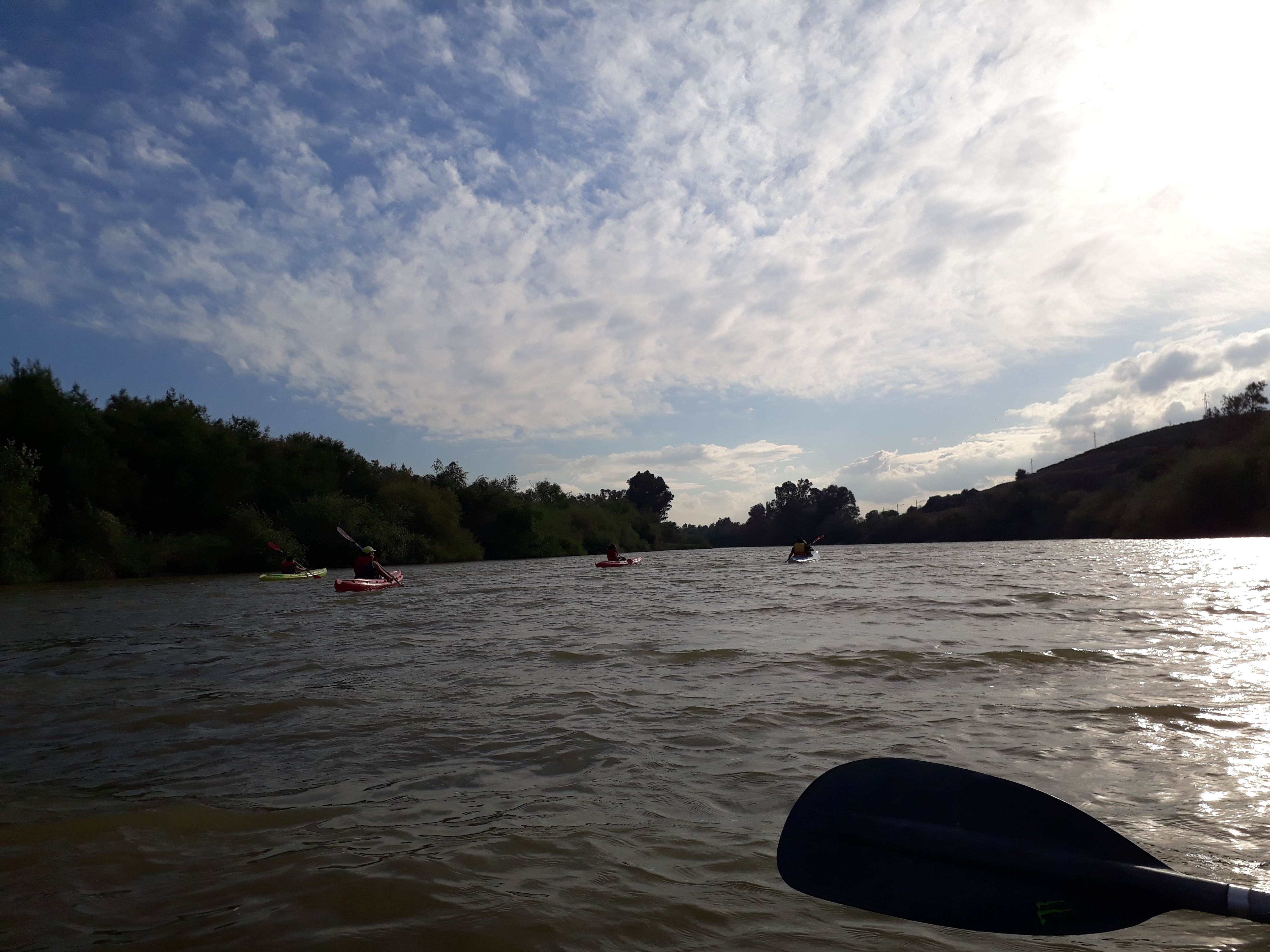
Kayaks en el Guadalquivir

El municipio cuenta con unas buenas instalaciones deportivas en nivel general (campo de fútbol, pistas de atletismo, pistas de tenis, pistas de pádel, pistas de fútbol sala, pabellón cubierto, piscina cubierta...).
Existe un open de tenis, el Open de Palma del Río, en el que participan importantes figuras del tenis nacional e internacional.
Palma del Río ha sido en varias ocasiones elegida para realizar pruebas clasificatorias del Rally de España.
Actualmente existen varias peñas ciclistas, siendo la más antigua la Peña Ciclista Palma del Río, que junto con el club MTB Los Quemaos, reúnen a un gran número de deportistas de la localidad y de pueblos cercanos. Bajo su dirección ya se han realizado varias pruebas lúdica-deportivas.
El equipo municipal de fútbol es el Atlético Palma del Río, que consiguió varios éxitos en el pasado (tercera división, primera regional, regional preferente...) y actualmente participa en 1.ª Andaluza.

El ARS de Palma del Río es el equipo local de balonmano. Fue fundado en el año 1973, y actualmente participa en División de Honor Plata. En la temporada 2013-2014 ha tenido su única participación en la máxima categoría del balonmano nacional (Liga Asobal), lo que se ha considerado como un gran éxito en esta localidad.

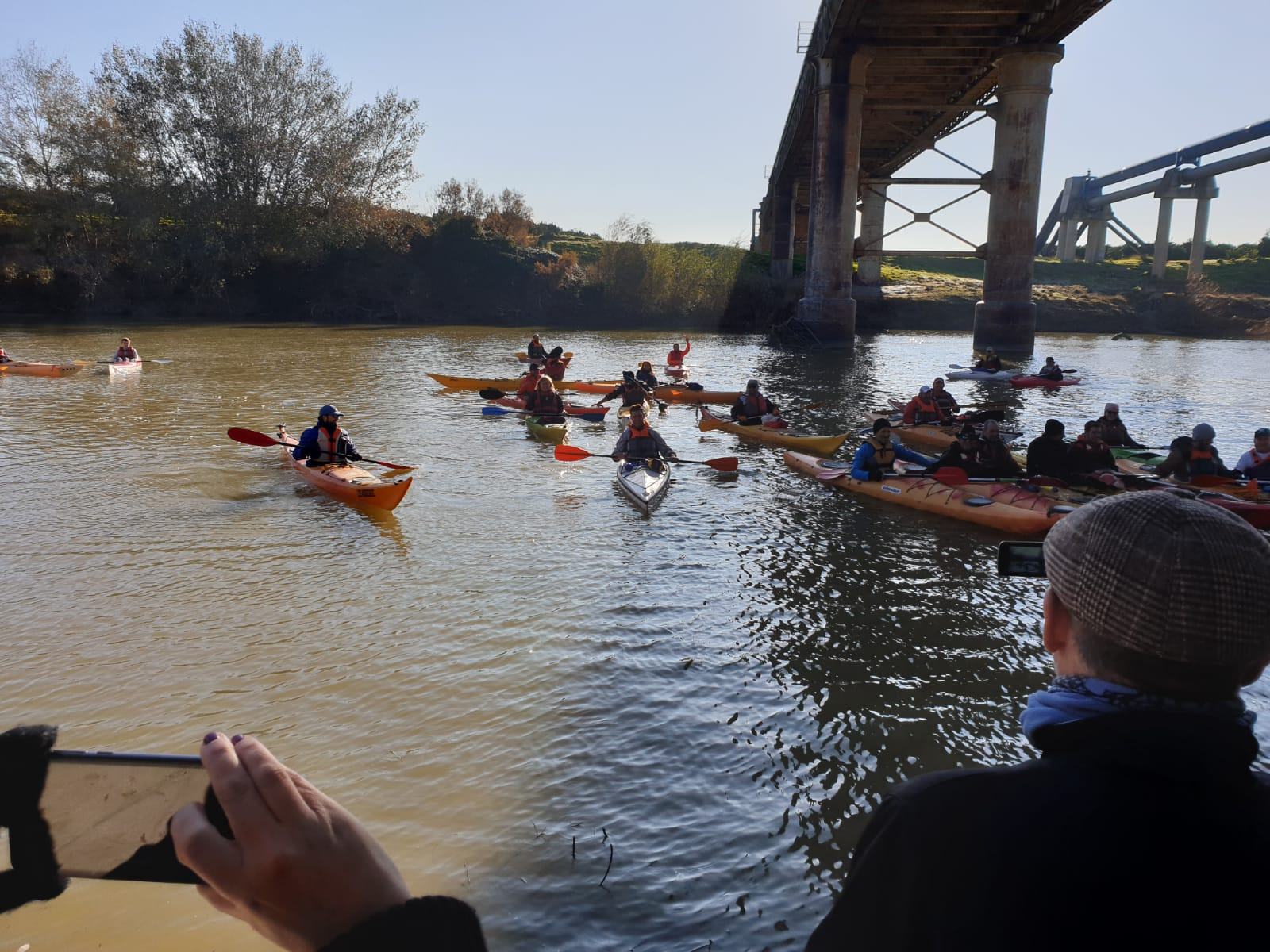
Kayaks bajo los puentes

El mundo del Karate también ha destacado en Palma del Río de forma muy considerable de manos del palmeño e hijo predilecto de la ciudad César Martínez Blanes. Deportista de alto nivel de la década de los 90, consiguió ser medallista en Campeonatos del Mundo, Copas del Mundo, Juegos del Mediterráneo e Internacionales. Desde el año 2004 es técnico de la Real Federación Española de Karate y desde 2012 ocupa el cargo de Seleccionador Nacional.
El piragüismo ha sido un deporte minoritario pero latente en Palma del Río durante muchos años; es en 2018 cuando surge con fuerza de la mano del Club de Piragüismo 'Viento Sur'. Gracias a la ayuda del Ayuntamiento, que cede al club las instalaciones del CIRG para almacenaje de embarcaciones y la construcción de la rampa de acceso al río Guadalquivir, se facilita en gran medida la práctica del deporte y el turismo fluvial. Gran cantidad de personas se interesan por esta modalidad deportiva y de ocio, dejando de ser una práctica minoritaria para convertirse en una alternativa deportiva más. También es de gran interés el entorno de rivera que nos brindan tanto Guadalquivir como Genil, hoy por hoy totalmente salvajes, con una gran riqueza en flora y fauna, así como unos paisajes inimaginables. Para ello el club deportivo 'Viento Sur' organiza actividades divulgativas con el objetivo de dar a conocer al visitante estos recursos naturales, promover y enseñar respeto por ellos.

## Actividades culturales
Teatro
Localidad muy ligada al teatro, en ella se celebra anualmente desde 1984 la Feria de Teatro, y la Gala de los premios Al-Ándalus, de gran relevancia en toda Andalucía. Así, es sede del Festival de Teatro del Sur, una importante muestra de carácter nacional que se celebra durante el mes de julio. En esta localidad destacan dos agrupaciones de teatro como "La cochera de flores" y "Arrempuja Teatro".
Cine
Palma del Río contó con cinco cines: tres de verano el Cinema Popular, el Cine Jardín y el Cine Coliseo que estuvo ubicado en la Av. Pío XII (donde actualmente están situados los Salones Reina Victoria), y dos de invierno el Cine San Miguel ubicado en la calle Alamillos, junto al Cine Jardín de verano, y que utilizaban los mismos proyectores para las películas. En los cines de verano, sobre todo en el Cine Jardín eran habituales las actuaciones de las figuras de la copla andaluza de la época (Lola Flores, Juanita Reina, Paquita Rico, Marifé de Triana, Juanito Valderrama, etc), y el Salón Jerez, en este la chiquillería asistía a los "Matinée". En la actualidad hay un cine oficial, el del Centro Joven.
Ya en época más reciente formó parte humilde de la historia de la propaganda cinematográfica, ya que en esta ciudad se ha grabado una reducidísima parte de El reino de los cielos dirigida por Ridley Scott, en el denominado Palacio de Portocarrero, junto a los restos de las murallas árabes. Además a finales de agosto y principios de septiembre se graba la película del famoso director Óscar Parra de Carrizosa, Re-emigrantes, adiós Madrid que te quedas sin gente, donde varios actores noveles dan su salto a la gran pantalla, junto a Jesús Carrillo. 
Carnaval
De gran tradición en el municipio. Durante el régimen franquista, era uno de los pocos lugares en los que se celebraba, atrayendo a visitantes, curiosos y carnavaleros de toda la comarca y municipios cercanos (Carmona, Écija).
El carnaval dura cuatro días. El primer día normalmente es el último domingo de febrero, seguidamente del lunes y martes que le sigue, para terminar el último día: el domingo de piñata. Este día es el más importante, celebrándose concursos de disfraces; las murgas y comparsas cantan por las calles...
El epicentro del carnaval es la plaza del Ayuntamiento, calle Feria y principio de la calle portada (Plaza de Abastos).
Cruces de mayo
Al igual que las candelarias, es una de las fiestas que han caído en el olvido. Pocas son las que quedan, actualmente diversas asociaciones y colectivos las montan, como la Hermandad de la Expiración, Coral Eloy Viro, Barriada de Goya y Asociación Zona Centro. Actualmente a principio de mayo, se realiza una procesión con cruces de mayo y pueden participar todos los colectivos que se animen.
Feria de mayo
Palma del Río tiene dos ferias, cada una de cuatro días: jueves, viernes, sábado y domingo. Casi siempre caen en torno al 19, 20, 21 y 22 de mayo.
Hoy en día, la feria por excelencia es la de mayo, pero en el pasado la verdadera feria era la de agosto. El recinto ferial es el Paseo Alfonso XIII.
Feria de agosto
Antiguamente era la feria principal de la ciudad. Ello era debido a que en este mes se terminaba con la recogida de los productos hortofrutícolas, cereales, etc. de las huertas (pagos de la huerta), y en la comarca. La población volvía al núcleo principal a pasar las fiestas con los pocos beneficios que por entonces daba el campo.